# Закон Ґрема
Закон ефузії Ґрема (також званий законом дифузії Ґрема) сформулював 1848 року шотландський фізико-хімік Томас Ґрем.

## Суть закону Ґрема
Томас Ґрем експериментально виявив, що швидкість ефузії газу обернено пропорційна квадратному кореню з молярної маси його частинок. Це виражає така формула:
{\displaystyle {{\mbox{Rate}}_{1} \over {\mbox{Rate}}_{2}}={\sqrt {M_{2} \over M_{1}}}},
де:
Rate1 — швидкість ефузії першого газу (об'єм або кількість моль на одиницю часу);
Rate2 — швидкість ефузії другого газу;
M1 — молярна маса першого газу;
M2 — молярна маса другого газу.
Закон Ґрема стверджує, що швидкість дифузії або ефузії газу обернено пропорційна кореню квадратному з його молекулярної маси. Таким чином, якщо молекулярна маса одного газу в чотири рази перевищує молекулярну масу іншого, він буде дифундувати через пористу перешкоду або виходити через невеликий отвір у посудині з удвічі меншою швидкістю, ніж інший (важчі гази дифундують повільніше). Повне теоретичне пояснення закону Ґрема надано значно пізніше в межах кінетичної теорії газів. Закон Ґрема забезпечує основу для розділення ізотопів завдяки дифузії — методу, який відіграв вирішальну роль у розробці атомної бомби.
Найточніше закон Ґрема виконується для ефузії молекул одного газу через отвір. Він є лише наближеним для дифузії одного газу в іншому, зокрема в повітрі, оскільки ці процеси включають рух кількох газів.
За однакових температури і тиску молярна маса пропорційна масовій густині. Отже, швидкості дифузії різних газів обернено пропорційні квадратним кореням з їхніх масових густин:
{\displaystyle {\mbox{r}}\propto {{\mbox{1}} \over {\sqrt {\rho }}}}
де:
ρ — масова густина.

## Приклади
Приклад 1
Нехай перший газ H2, а другий — O2. Знайдемо співвідношення між витратами двох газів:
{\displaystyle {{\mbox{Rate H}}_{2} \over {\mbox{Rate O}}_{2}}={\sqrt {M(O_{2}) \over M(H_{2})}}={{\sqrt {32}} \over {\sqrt {2}}}={\sqrt {16}}=4}
Тому молекули водню ефундують у 4 рази швидше, ніж молекули кисню.

Закон Ґрема також дає змогу визначити приблизну молекулярну масу газу, якщо один газ відомий і є певне співвідношення між швидкостями ефузії двох газів (як у попередньому прикладі). Для цього з рівняння виражають невідому молекулярну масу:
{\displaystyle {M_{2}}={M_{1}{\mbox{Rate}}_{1}^{2} \over {\mbox{Rate}}_{2}^{2}}}
Закон Ґрема був основою для розділення ізотопів урану-235 та урану-238, наявних у природному уранініті (урановій руді), під час Мангеттенського проєкту зі створення першої атомної бомби. На Клінтонському інженерному заводі в Оук-Ридж (штат Теннессі) уряд США побудував газодифузійний завод, вартістю 479 млн доларів США (еквівалентно 6,44 млрд доларів США 2023 року). На цьому заводі уран з уранової руди спочатку перетворювався на гексафторид урану, який потім змушували неодноразово дифундувати через пористі бар'єри, щоразу трохи збагачуючись дещо легшим ізотопом урану-235.
Приклад 2
Швидкість дифузії невідомого газу становить 0,25 швидкості дифузії He. Яка молярна маса невідомого газу?
Використовуючи формулу газової дифузії, можна скласти рівняння:
{\displaystyle {\frac {\mathrm {Rate} _{\text{невід.}}}{\mathrm {Rate} _{\mathrm {He} }}}={\frac {\sqrt {4}}{\sqrt {M_{2}}}}}
Оскільки за умовою відношення швидкостей дифузії становить 0,25, то
{\displaystyle 0.25={\frac {\sqrt {4}}{\sqrt {M_{2}}}}}
Звідси
{\displaystyle M=({\frac {\sqrt {4}}{0.25}})^{2}=64{\frac {\text{г}}{\text{моль}}}}

## Історія
До дослідження дифузії газів Ґрема підштовхнуло повідомлення про спостереження німецького хіміка Йоганна Деберейнера, який помітив, що водень дифундував через щілину в скляній пляшці швидше, ніж навколишнє повітря дифундувало, щоб замінити його. Ґрем вимірював швидкість дифузії газів через гіпсові пробки, через дуже тонкі трубки та через маленькі отвори. Так він уповільнив процес, щоб його можна було вивчити кількісно. 1831 року він уперше заявив, що швидкість витікання газу обернено пропорційна квадратному кореню з його густини, а пізніше, 1848 року показав, що ця швидкість обернено пропорційна квадратному кореню з молярної маси. Ґрем і далі вивчав дифузію речовин у розчинах і відкрив, що деякі гадані розчини насправді є суспензіями частинок, які занадто великі, щоб пройти через пергаментний фільтр. Він назвав ці матеріали колоїдами, терміном, який став позначати важливий клас тонко подрібнених матеріалів.
У часи Ґрема молекулярну масу визначали переважно через вимірювання газів. 1738 року Даніель Бернуллі в книзі «Гідродинаміка» припустив, що теплота зростає пропорційно швидкості, а отже, й кінетичній енергії частинок газу. 1811 року Італійський фізик Амедео Авогадро також припустив, що однакові об'єми різних газів містять однакову кількість молекул. Отже, відношення молекулярних мас двох газів дорівнює відношенню мас рівних об'ємів газів. Результат Авогадро разом з іншими дослідженнями поведінки газу став основою для пізнішої теоретичної праці шотландського фізика Джеймса Клерка Максвелла, де він пояснив властивості газів як сукупності дрібних частинок, що рухаються в переважно порожньому просторі.
Можливо, найбільшим успіхом кінетичної теорії газів, як її почали називати, було відкриття того, що температура газів, виміряна за (абсолютною) температурною шкалою Кельвіна, прямо пропорційна середній кінетичній енергії молекул газу. Таким чином, закон Ґрема для дифузії можна зрозуміти як наслідок того, що кінетичні енергії молекул за однакової температури рівні.
Підсумувати сказане вище можна так: Кінетична енергія кожного типу частинок (у цьому прикладі — водню та кисню, як вище) в системі однакова і визначається термодинамічною температурою:
{\displaystyle {\frac {1}{2}}m_{\rm {H_{2}}}v_{\rm {H_{2}}}^{2}={\frac {1}{2}}m_{\rm {O_{2}}}v_{\rm {O_{2}}}^{2}}
Звідси:
{\displaystyle {\frac {v_{\rm {H_{2}}}^{2}}{v_{\rm {O_{2}}}^{2}}}={\frac {m_{\rm {O_{2}}}}{m_{\rm {H_{2}}}}}}
або:
{\displaystyle {\frac {v_{\mathrm {H} _{2}}}{v_{\mathrm {O} _{2}}}}={\sqrt {\frac {m_{\mathrm {O} _{2}}}{m_{\mathrm {H} _{2}}}}}}
Отже, коли система обмежена проходженням частинок через певну ділянку, закон Ґрема виглядає так, як написано на початку цієї статті.